# Wikłacz łuskowany
Wikłacz łuskowany (Malimbus spekei) – gatunek małego ptaka z rodziny wikłaczowatych (Ploceidae). Występuje w części Afryki Wschodniej, w tym na Półwyspie Somalijskim. Nie jest zagrożony wyginięciem.

## Taksonomia
Po raz pierwszy gatunek opisał Theodor von Heuglin w 1861. Holotyp pochodził z północnej Somalii. Nowemu gatunkowi nadał nazwę Hyphantornis spekei. Obecnie (2021) Międzynarodowy Komitet Ornitologiczny umieszcza gatunek w rodzaju Ploceus, niektórzy autorzy przypisują go do Malimbus. Jest to gatunek monotypowy. Odkrywcą gatunku był brytyjski podróżnik i odkrywca John Hanning Speke. Nazwa wikłacza łuskowanego jako jedyna spośród ptasich upamiętnia tego badacza. W starej literaturze można również natknąć się na zapis spekii.
Holotyp pozyskany musiał zostać w 1844 lub 1845 podczas wyprawy pod nadzorem Richarda Burtona. Najpierw znajdował się w muzeum Towarzystwa Azjatyckiego Bengalu, następnie został prawdopodobnie przekazany do Muzeum Indyjskiego w Kolkacie.

## Morfologia
Długość ciała wynosi około 15 cm; masa ciała samca 34–43 g, samicy 28–37 g. Występuje dymorfizm płciowy w upierzeniu. Samce mają czarną „maskę” sięgającą gardła i boków głowy. Głowa, kark i tył szyi mają barwę złocistą, niemal pomarańczową. Wierzch ciała różnorodnie ubarwiony. Grzbiet oliwkowożółty z czarnymi plamkami o podłużnym kształcie, niższa część grzbietu i kuper oliwkowożółte z żółtymi końcówkami piór. Sterówki szarobrązowe z oliwkowożółtymi krawędziami. Pokrywy skrzydłowe oraz lotki czarne lub czarniawe z żółtawymi krawędziami i końcówkami, widoczny pasek skrzydłowy. Niższa część gardła ma pomarańczowokasztanowy kolor, pozostała część spodu ciała jaskrawożółta. Samicę cechuje matowe upierzenie, od samic wikłacza zmiennego (M. cucullatus) odróżnia ją brak żółtej brwi oraz jaskrawożółta pierś. Wikłacze łuskowane wykazują duże podobieństwo względem wikłaczy łuskogrzbietych (Malimbus spekeoides). Są to jednak gatunki allopatryczne, ich zasięgi występowania dzieli blisko 160 km (w oryginale 100 mil; dane z lat 60. XX wieku).

## Zasięg występowania
Wikłacze łuskowane występują w centralnej, południowej i wschodniej Etiopii, północnej i wschodniej Somalii oraz na obszarze od południowo-zachodniej i centralnej Kenii na południe po północno-środkową Tanzanię (mniej więcej między południkami 11°N i 3°S). BirdLife International szacuje zasięg występowania na 1,79 mln km².

## Ekologia i zachowanie
Środowiskiem życia wikłaczy łuskowanych są zakrzewione i zadrzewione otwarte obszary, zazwyczaj położone na wysokości 1200–2200 m n.p.m. Odnotowywane były również w miejskich i podmiejskich obszarach Nairobi. Większość zasięgu leży na terenie, na którym roczna suma opadów przekracza 500 mm (dane dotyczą Kenii). Pożywieniem tych ptaków są nasiona, w tym roślin uprawnych (m.in. kukurydzy zwyczajnej, Zea mays, oraz tych przeznaczonych na paszę), oraz owady, jak termity (Isoptera). Niekiedy postrzegane bywają jako szkodniki upraw. Są to ptaki towarzyskie, zwykle przebywają w niewielkich stadach.

### Lęgi
Okres lęgowy zmienny w zależności od miejsca występowania. W Etiopii przypada na okres od kwietnia do września, w Somalii od maja do czerwca, od lutego do czerwca oraz w grudniu i październiku w Kenii, w marcu i kwietniu w północnej Tanzanii (ogółem w Tanzanii do maja). Są to ptaki gniazdujące kolonijnie. Podczas badań w Kenii napotykano na kolonie liczące od 20 do 200 gniazd, przeważnie mieściły się na wysokich akacjach (Acacia). Budowa gniazda zajmuje około 8–10 dni, mieści się ono 2–7 m nad ziemią. Utworzone jest ono z różnych części traw (Poaceae), w środku natomiast ma sklepienie z wiech lub kłosów oraz liści akacji. Kwiatostany traw stanowią również wyściółkę, którą do gniazda znosi samica, gdy zaakceptuje gniazdo utworzone przez samca. Pojedynczy samiec może mieć w kolonii 4–14 gniazd; u tego gatunku występuje poligynia. Zniesienie liczy 1–4 jaj (w jednym badaniu w Kenii uzyskano średnią wartość 2,1). Mają jaskrawoniebieską skorupkę i średnie wymiary 23,2 × 15,6 mm (dane z Kenii). Inkubacja trwa blisko 11 dni, wysiaduje tylko samica. Młode są karmione przez obydwa ptaki z pary, opierzają się blisko 16 dni po wykluciu.

## Relacje międzygatunkowe
W gniazdach wikłaczy łuskowanych (zarówno tych niedokończonych, aktywnych lub już opuszczonych) znajdują schronienie drobne ptaki, m.in. motyliki krasnouche (Uraeginthus bengalus), wróble blade (Passer diffusus), amadyny obrożne (Amadina fasciata) czy błyszczaki rudobrzuche (Lamprotornis superbus). W opuszczonych gniazdach wikłaczy łuskowanych swoje lęgi mogą wyprowadzać srebrnodziobki afrykańskie (Euodice cantans). Na pisklętach pasożytują larwy Passeromyia heterochaeta (muchowate, Muscidae), powodujące śmierć młodych. Niepokojenie przez człowieka również przyczynia się do zmniejszenia sukcesu lęgowego. Drapieżnikami wikłaczy łuskowanych są myszołowy białobrzuche (Buteo augur), kanie czarne (Milvus migrans) i jastrzębiaki małe (Micronisus gabar).

## Status
IUCN uznaje wikłacza łuskowanego za gatunek najmniejszej troski (LC, Least Concern) nieprzerwanie od 1988. Liczebność populacji nie została oszacowana, ale ptak ten opisywany jest jako pospolity. Wikłacz łuskowany występuje w Parku Narodowym Aruszy.